# Campionato europeo femminile di pallacanestro 1958
Il 6º Campionato Europeo Femminile di Pallacanestro FIBA si è svolto a Łódź, in Polonia dal 9 al 18 maggio 1958.

## Risultati

### Turno preliminare

#### Gruppo A
| Team                | V - P | Pts | PF - PS  | +/- |
| ------------------- | ----- | --- | -------- | --- |
| 1. Unione Sovietica | 2 - 0 | 4   | 140 - 66 | +74 |
| 2. Francia          | 1 - 1 | 3   | 92 - 95  | -3  |
| 3. Germania Est     | 0 - 2 | 4   | 54 - 125 | -71 |

| Łódź 9 maggio 1958, ore 10:00 UTC+1 | Germania Est | 25 – 74 (13-39) | Unione Sovietica |  |

| Łódź 10 maggio 1958, ore 10:00 UTC+1 | Germania Est | 29 – 51 (9-18) | Francia |  |

| Łódź 11 maggio 1958, ore 19:30 UTC+1 | Unione Sovietica | 66 – 41 (34-17) | Francia |  |

#### Gruppo B
| Team           | V - P | Pts | PF - PS   | +/- |
| -------------- | ----- | --- | --------- | --- |
| 1. Polonia     | 3 - 0 | 6   | 204 - 119 | +85 |
| 2. Jugoslavia  | 2 - 1 | 5   | 159 - 143 | +16 |
| 3. Ungheria    | 1 - 2 | 4   | 126 - 120 | +6  |
| 4. Paesi Bassi | 0 - 3 | 3   | 95 - 202  | −7  |

| Łódź 9 maggio 1958, ore 11:30 UTC+1 | Ungheria | 37 – 40 (13-22) | Jugoslavia |  |

| Łódź 9 maggio 1958, ore 18:30 UTC+1 | Paesi Bassi | 32 – 81 (19-47) | Polonia |  |

| Łódź 10 maggio 1958, ore 18:00 UTC+1 | Paesi Bassi | 24 – 49 (10-17) | Ungheria |  |

| Łódź 10 maggio 1958, ore 19:30 UTC+1 | Jugoslavia | 47 – 67 (25-32) | Polonia |  |

| Łódź 11 maggio 1958, ore 11:30 UTC+1 | Jugoslavia | 72 – 39 (23-35) | Paesi Bassi |  |

| Łódź 11 maggio 1958, ore 18:00 UTC+1 | Ungheria | 40 – 56 (16-26) | Polonia |  |

#### Gruppo C
| Team              | V - P | Pts | PF - PS  | +/- |
| ----------------- | ----- | --- | -------- | --- |
| 1. Cecoslovacchia | 4 - 2 | 0   | 122 - 62 | +60 |
| 2. Bulgaria       | 3 - 1 | 1   | 108 - 89 | +19 |
| 3. Austria        | 2 - 0 | 2   | 54 - 133 | −79 |

| Łódź 9 maggio 1958, ore 20:00 UTC+1 | Bulgaria | 42 – 55 (18-26) | Cecoslovacchia |  |

| Łódź 10 maggio 1958, ore 11:30 UTC+1 | Austria | 20 – 67 (8-30) | Cecoslovacchia |  |

| Łódź 11 maggio 1958, ore 10:00 UTC+1 | Austria | 34 – 66 (15-38) | Bulgaria |  |

### Classificazione 7º-10º posto
| Team            | V - P | Pts | PF - PS   | +/- |
| --------------- | ----- | --- | --------- | --- |
| 1. Ungheria     | 3 - 0 | 6   | 169 - 111 | +58 |
| 2. Paesi Bassi  | 2 - 1 | 5   | 110 - 122 | -12 |
| 3. Germania Est | 1 - 2 | 4   | 136 - 128 | +8  |
| 4. Austria      | 0 - 3 | 3   | 117 - 171 | −54 |

| Łódź 13 maggio 1958, ore 10:00 UTC+1 | Germania Est | 35 – 53 (16-26) | Ungheria |  |

| Łódź 14 maggio 1958, ore 10:00 UTC+1 | Paesi Bassi | 42 – 34 (21-19) | Austria |  |

| Łódź 15 maggio 1958, ore 10:00 UTC+1 | Austria | 52 – 70 (25-31) | Ungheria |  |

| Łódź 17 maggio 1958, ore 10:00 UTC+1 | Germania Est | 42 – 44 (16-19) | Paesi Bassi |  |

| Łódź 18 maggio 1958, ore 10:00 UTC+1 | Austria | 31 – 59 (14-28) | Germania Est |  |

| Łódź 18 maggio 1958, ore 11:30 UTC+1 | Paesi Bassi | 24 – 46 (9-19) | Ungheria |  |

### Classificazione 1º-6º posto
| Team                | V - P | Pts | PF - PS   | +/-  |
| ------------------- | ----- | --- | --------- | ---- |
| 1. Bulgaria         | 5 - 0 | 10  | 295 - 203 | +92  |
| 2. Unione Sovietica | 4 - 1 | 9   | 328 - 231 | +97  |
| 3. Cecoslovacchia   | 3 - 2 | 8   | 271 - 243 | +28  |
| 4. Jugoslavia       | 2 - 3 | 7   | 238 - 292 | −54  |
| 5. Polonia          | 1 - 4 | 6   | 296 - 288 | +8   |
| 6. Francia          | 0 - 5 | 5   | 191 - 362 | −171 |

| Łódź 13 maggio 1958, ore 11:30 UTC+1 | Francia | 23 – 70 (12-38) | Bulgaria |  |

| Łódź 13 maggio 1958, ore 18:00 UTC+1 | Polonia | 50 – 61 (22-33) | Jugoslavia |  |

| Łódź 13 maggio 1958, ore 19:30 UTC+1 | Unione Sovietica | 52 – 46 (24-24) | Cecoslovacchia |  |

| Łódź 14 maggio 1958, ore 11:30 UTC+1 | Unione Sovietica | 79 – 39 (38-15) | Jugoslavia |  |

| Łódź 14 maggio 1958, ore 18:00 UTC+1 | Cecoslovacchia | 68 – 40 (42-21) | Francia |  |

| Łódź 14 maggio 1958, ore 19:30 UTC+1 | Bulgaria | 53 – 48 (28-23) | Polonia |  |

| Łódź 15 maggio 1958, ore 11:30 UTC+1 | Bulgaria | 63 – 37 (29-20) | Jugoslavia |  |

| Łódź 15 maggio 1958, ore 18:00 UTC+1 | Unione Sovietica | 81 – 32 (40-15) | Francia |  |

| Łódź 15 maggio 1958, ore 19:30 UTC+1 | Polonia | 59 – 61 (24-30) | Cecoslovacchia |  |

| Łódź 17 maggio 1958, ore 11:30 UTC+1 | Francia | 48 – 79 (22-38) | Polonia |  |

| Łódź 17 maggio 1958, ore 18:00 UTC+1 | Jugoslavia | 37 – 52 (18-26) | Cecoslovacchia |  |

| Łódź 17 maggio 1958, ore 19:30 UTC+1 | Unione Sovietica | 51 – 54 (22-25) | Bulgaria |  |

| Łódź 18 maggio 1958, ore 15:00 UTC+1 | Jugoslavia | 64 – 48 (35-29) | Francia |  |

| Łódź 18 maggio 1958, ore 16:30 UTC+1 | Bulgaria | 55 – 44 (29-24) | Cecoslovacchia |  |

| Łódź 18 maggio 1958, ore 18:00 UTC+1 | Unione Sovietica | 65 – 60 (35-35) | Polonia |  |

## Classifica finale
| Campione d'Europa | Campione d'Europa | Campione d'Europa |
| --- | ----------------- | --- |
| Bulgaria3 Todorova, 4 Čalăškanova, 5 Damjanova, 6 Čengelieva, 7 V. Popova, 8 Rangelova, 10 Džambazova, 11 Vojnova, 12 Gyoševa, 13 Manikova, 14 E. Popova, 15 Borisova, All. Dimităr Mitev |                   | |
| Argento | Unione Sovietica  | Unione Sovietica3 Maksimel'janova, 4 Maksimova, 5 Kostikova, 6 Otsa, 7 Tulevičiūtė, 8 Michajlova, 10 Kudrjavceva, 11 Arciševskaja, 12 Erëmina, 13 Stepina, 14 Kraus, 15 Bitnere, All. Stepas Butautas                |
| Bronzo | Cecoslovacchia    | Cecoslovacchia3 Blahoutová, 4 Dobiášová, 5 Mázlová, 6 Záchvějová, 7 Stehnová, 8 Trojková, 9 D. Hubálková, 10 Tyrolová, 11 Lundáková, 12 Čechová, 13 Grubrová, 14 S. Hubálková, 15 Moutelíková, All. Svatopluk Mrázek |
| 4. | Jugoslavia        | Jugoslavia3 Pešić, 4 Kalušević, 5 Dormastija, 6 Radovanović, 7 Radulović, 8 Zoković, 9 Gec, 10 Prelević, 11 Cipruš, 12 Jenovaj, 13 Duplančić, 14 Meglaj, All. Milorad Sokolović                                      |
| 5. | Polonia           | Polonia3 Chłodzińska, 4 Kowalczyk, 5 Lipowska, 6 Gruszczyńska, 7 Wężyk, 8 Beyer, 9 Szostak, 10 Szydłowska, 11 Kaczmarek, 12 Iwanow, 13 Karska, 14 Loth, All. Jerzy Groyecki                                          |
| 6. | Francia           | Francia3 G. Roques, 4 O. Roques, 5 Veleno, 6 Stephan, 7 Delmas, 8 Seillier, 9 Tavert, 10 Mazel, 11 Étienne, 12 Gaurand, 13 Hermet, 14 Ribot, All. Georgette Coste                                                    |
| 7. | Ungheria          | Ungheria3 Kaló, 4 Bárány, 5 Schneider, 6 Halász, 7 Bereck, 8 Mogyorósi, 9 Noficzer, 10 Lick, 11 Varga, 12 Szmertnik, 13 Rohonczi, 14 Gyimes, All. Tibor Lehóczki                                                     |
| 8. | Paesi Bassi       | Paesi Bassi3 van Es, 4 van Beek, 5 van Petten, 6 Vesseur, 7 Jansen, 8 Fronczek, 9 Bloemsma, 10 Schram, 11 Lotze, 12 Brouwer, 13 van der Velde, 14 van der Heyden, All. Jan Burgert                                   |
| 9. | Germania Est      | Germania Est4 R. Schulze, 5 Dölle, 7 Kobek, 8 Zeibig, 9 Freiter, 10 Wieland, 11 Heyer, 12 Kafert, 13 Heiss, 14 I. Laabs, 15 G. Schulze, 16 John, All. Dietrich Laabs                                                 |
| 10. | Austria           | Austria3 Jagsch, 4 Hantschel, 5 Lange, 6 Pfeffer, 7 Prunkl, 8 Buzik, 9 Neumeyer, 10 Fuchs, 11 Bucher, 12 Horler, 13 Krainhofner, 14 Dluchosch, All. -                                                                |